# Ушково (Карелия)
Ушко́во (карел. Uskela, фин. Uskela) — старинная карельская деревня в Беломорском районе Карелии. Входит в состав Сосновецкого сельского поселения.

## География
Расположена на северном побережье озера Муезеро (Ушкозеро), в 55 километрах севернее посёлка Новое Машезеро.

## История
Близ деревни, на острове Троица в Муезере, был основан монастырь в 1580-х годах, принадлежащий Соловецкому монастырю. На острове была построена деревянная церковь Николая Чудотворца (1602). В монастыре есть храм Святителя Николая (нынешняя церковь является копией предыдущей и построена в 1978—79 годах), монаший скит и часовня, в которой находятся мощи основателя монастыря Святого Кассиана Муезерского.
До 1920-х годов Ушково входило в состав Маслозерской волости, затем было центром Ушковского сельсовета в составе Тунгудского района.

## Население
По переписи 1926 года население деревни составляло 214 человек, 97 % — карелы. В 1930-х годах в деревне было почти 50 домов и 200 человек населения.
В 1998 году население деревни насчитывало 3 человека, по переписи 2002 года — 4 человека, все карелы.
| 2002 | 2009 | 2010 | 2013 |
| ---- | ---- | ---- | ---- |
| 4    | ↘2   | →2   | →2   |